# Флавий Антиох
Флавий Антиох Стари  (на латински: Antiochus Chuzon) е политик на Източната Римска империя през 5 век.

## Биография
Роден е в Антиохия и през 429 г. става questor sacri palatii при император Теодосий II, след това преториански префект на Изтока през 430 и 431 г.
През 431 г. той е консул с колега на Запад Аниций Авхений Бас.
Умира между 438 и 444 г.